# Hjermind-stenen 1
Hjermind-stenen 1 blev iflg. Jon Skonvig fundet "paa Hiermind marck … og ligger neder paa Marcken … sigiss … tilforne att haffue standigg paa en hoÿ icke langtt derfra liggendiss kaldiss Runehoÿ". I 1824 blev den flyttet ind i præstegårdshaven, hvor den endnu står. På bagsiden af stenen er ristet et skib på tværs af stenen. 
- Hjermind-stenen
- Hjermind-stenen

Runestenen er fundet i det område af Danmark, hvor der er rejst flest runesten i den sene vikingetid omkring 970-1020 e.Kr., nemlig i området mellem Randers, Hobro og Viborg. Her er rejst omkring 30 runesten. En nu forsvunden runesten Hjermind-stenen 2 blev fundet omkring 1000 skridt fra Hjermind 1. Den nærmestliggende runesten er Bjerring-stenen.

## Indskrift
| Translitteration | Side A þulfR : risþi : stin : þansi iftiR : raþa : bruþur : sia : harþa Side B kuþan : trik |
| Transskription   | Þōlfr rēsþi stēn þannsi æftiR Rāða, brōður sinn, harða gōðan dræng.                         |
| Oversættelse     | Tholv rejste denne sten efter sin broder Rade, en meget god dreng.                          |

Indskriften begynder i stenens nederste venstre hjørne og læses i bustrofedon. Vendingen 'en meget god dreng' eller 'en god dreng' opfattes ikke som på nudansk. 'god' refererer til karaktertræk som retskaffen og brav samt ens herkomst, jf. gode mænd = adelsmænd i middelalderen. 'dreng' refererer til 'ung mand'.